# كيلي سوليفان
كيلي سوليفان (بالإنجليزية: Kelly Sullivan)‏ هي رسامة أمريكية، ولدت في 30 أبريل 1964.

## وصلات خارجية
- الموقع الرسمي